# Барон Гарваг
Барон Гарваг  из Гарвага в графстве Лондондерри — наследственный титул в системе Пэрства Ирландии. Он был создан 28 октября 1818 года для Джорджа Каннинга (1778—1840). Ранее он представлял в Палате общин Великобритании Слайго (1806—1812) и Питерсфилд (1812—1820), а также служил в качестве лорда-лейтенанта Лондондерри (1831—1840). Джордж Каннинг был кузеном премьер-министра Великобритании Джорджа Каннинга (1770—1827) и дипломата Стрэтфорда Каннинга, 1-го виконта Стрэтфорд де Редклифа (1786—1880). По состоянию на 2014 год обладателем титула являлся потомок первого барона, Спенсер Джордж Стрэтфорд де де Рэдклиф, 6-й барон Гарваг (род. 1953), который стал преемником своего отца в 2013 году.
Семейная резиденция — Гарваг-хаус в окрестностях деревни Гарваг в графстве Лондондерри.

## Бароны Гарваг (1818)
- 1818—1840: Джордж Каннинг, 1-й барон Гарваг[англ.]  (15 ноября 1778 — 20 августа 1840), единственный сын Пола Каннинга (ум. 1784), внук Стрэтфорда Каннинга (1703—1775)[1]
- 1840—1871: Чарльз Генри Спенсер Каннинг, 2-й барон Гарваг  (18 марта 1826 — 7 мая 1871), старший сын предыдущего[2]
- 1871—1915: Чарльз Джон Спенсер Каннинг, 3-й барон Гарваг  (2 июня 1852 — 7 февраля 1915), старший сын предыдущего[3]
- 1915—1956: Леопольд Эрнест Стрэтфорд Каннинг, 4-й барон Гарваг  (21 июля 1878 — 16 июля 1956), единственный сын предыдущего[4]
- 1956—2013: Александр Леопольд Айвор Каннинг, 5-й барон Гарваг  (6 октября 1920 — 31 октября 2013), старший сын предыдущего[5]
- 2013 — настоящее время: Спенсер Джордж Стрэтфорд де Рэдклиф Каннинг, 6-й барон Гарваг  (род. 12 февраля 1953), единственный сын предыдущего[6]
  - Наследник титула: достопочтенный Стэтфорд Джордж Эдвард де Рэдклиф Каннинг (род. 7 февраля 1990), единственный сын предыдущего[7].